# لتیسیا کاستا
لِتیسیا ماری لورا کاستا (به فرانسوی: Laetitia Marie Laure Casta) (زادهٔ ۱۱ می ۱۹۷۸) مدل و بازیگر فرانسوی است. از فیلم‌های معروف او می‌توان به لوئیزا سانفلیچه، ارواح وحشی و استریکس و اوبلیکس گرفتن سزار اشاره کرد.

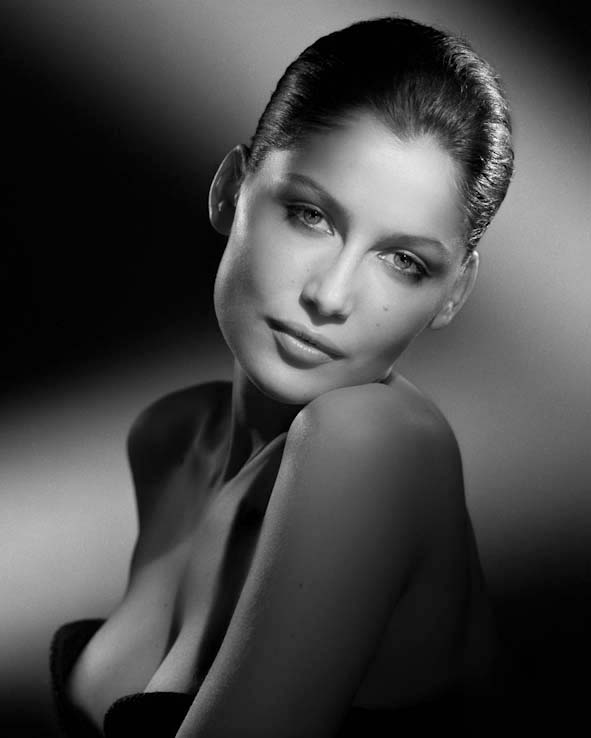
پرتره لتیسیا کاستا از استودیو هارکورت پاریس

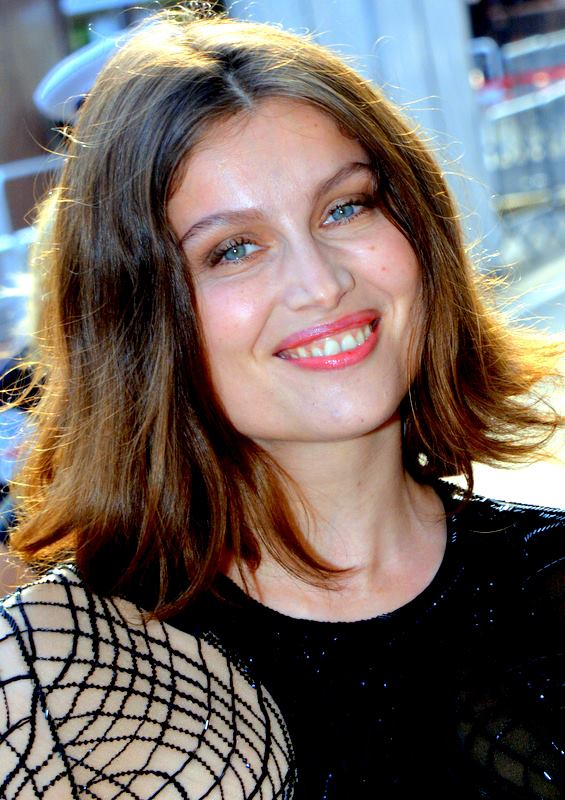
لتیسیا کاستا در ۲۰۱۶

## فیلم‌شناسی
| سال  | نام فیلم                    | نقش          |
| ---- | --------------------------- | ------------ |
| ۱۹۹۹ | استریکس و اوبلیکس علیه سزار | فالبالا      |
| ۲۰۰۱ | ارواح وحشی                  | ترز          |
| ۲۰۰۲ | خیابان عشق                  | ماریون       |
| ۲۰۰۹ | چهره                        | سالومه       |
| ۲۰۱۰ | گنسبور                      | بریژیت باردو |
| ۲۰۲۱ | او                          | معشوقه       |
| ۲۰۲۱ | نهضت                        | ماریان       |
| ۲۰۲۲ | به گفته پلیس                | دلفین        |

| سال  | نام فیلم        | نقش             | نکته     |
| ---- | --------------- | --------------- | -------- |
| ۲۰۰۴ | لوئیزا سانفلیچه | لوئیزا سانفلیچه | فرانسه ۲ |

## جوایز و افتخارات
| سال  | مراسم           | جایزه                            | کار       | نتیجه | Ref.  |
| ---- | --------------- | -------------------------------- | --------- | ----- | ----- |
| ۲۰۲۱ | جشنواره لوکارنو | جایزه برتری فستیوال فیلم لوکارنو | مسیر شغلی | برنده | [ ۳ ] |